# روبرت بلير (موسيقي)
روبرت بلير (بالإنجليزية: Robert Blair)‏ هو موسيقي وكاتب أغاني أمريكي، ولد في 6 أغسطس 1930، وتوفي في 19 مارس 2001.